# Sozialistischer Bund (1923)
Der Sozialistische Bund (SB) war eine linkssozialistische Splitterpartei im Deutschen Reich während der Weimarer Republik. Er wurde ab Ende 1923 auf Initiative von Georg Ledebour, dem vormaligen Vorsitzenden und Reichstagsabgeordneten der Unabhängigen Sozialdemokratischen Partei Deutschlands (USPD) zunächst informell als innerparteiliche Oppositionsgruppe der USPD aufgebaut, schließlich im März 1924 für die anstehende Reichstagswahl als eigenständige Partei formell gegründet.
Der SB bestand bis Oktober 1931 und ging schließlich in der zu der Zeit neu gegründeten, ebenfalls parlamentarisch ohne maßgeblichen Einfluss bleibenden Sozialistischen Arbeiterpartei Deutschlands (SAPD) auf.

## Historischer Kontext

Georg Ledebour, der Vorsitzende des Sozialistischen Bundes, zuvor auch der USPD (Fotografie um 1920)

Der Sozialistische Bund war eine Abspaltung von der bereits geschwächten USPD. Mit der Gründung des SB zogen Ledebour und seine Anhänger, darunter auch der Reichstagsabgeordnete Paul Wegmann, die Konsequenz aus einem innerparteilichen Konflikt um die Haltung der linkssozialdemokratischen Partei zur Ruhrbesetzung bzw. zum deutschen Widerstand gegen die Besetzung des Ruhrgebiets durch französische und belgische Truppen zwischen Januar und Oktober 1923, dem Ruhrkampf im sogenannten „Krisenjahr“ der Weimarer Republik.
Während die Gruppierung um Ledebour die Parole der KPD „Schlagt Poincaré an der Ruhr und Cuno an der Spree“ unterstützte, wurde dieses programmatische Motto von der Mehrheit der USPD, die in der entsprechenden Frage einen revolutionären Defätismus vertrat, als nationalistisch abgelehnt. In der Folge versuchte Ledebour mit dem SB eine weitere sozialistische Partei zwischen den parteipolitisch als „links“ geltenden Polen SPD und KPD zu etablieren.
Dabei hatte die während des Ersten Weltkriegs aus dem Widerspruch gegen die Burgfriedenspolitik der Mehrheits-SPD gegründete USPD, die bis 1924 noch im Reichstag vertreten war, durch Zerfallsprozesse seit Beginn der 1920er Jahre bereits einen erheblichen Mitgliederschwund hinter sich. Im Dezember 1920 war ihr großer linker Flügel zur KPD gewechselt (vgl. VKPD); im Oktober 1922 war der größte Teil des „rechten Flügels“ zur SPD zurückgekehrt.
Nach der Abspaltung des SB wurde die dadurch weiter geschwächte USPD unter dem Vorsitz von Theodor Liebknecht und Elsa Wiegmann weiter geführt. Mit der Trennung von der USPD ging Ledebours Reichstagsmandat für die Monate bis zur nächsten Reichstagswahl in den Status eines fraktionslosen Abgeordneten über. Damit hatte die USPD ihren zu der Zeit deutschlandweit prominentesten, als redegewandt und erfahren geltenden Politiker im Reichstag verloren.
Durch die Gründung des Sozialistischen Bundes, dessen Vorsitz Ledebour übernahm, wurde die Zersplitterung der politischen Linken in der Weimarer Republik zwischen der reformorientierten SPD und der am revolutionären Anspruch der Sowjetunion und der Komintern ausgerichteten KPD fortgesetzt.
Ein parlamentarischer Erfolg war dem SB trotz seiner von einer Bevölkerungsmehrheit im Prinzip getragenen Haltung gegen die Ruhrbesetzung nicht beschieden. Bei der Reichstagswahl im Mai 1924 erhielt er lediglich 26.418 Wählerstimmen (0,09 %) und konnte damit kein Mandat erringen. Auch die USPD (mit einem Ergebnis von 0,8 %) verlor bei dieser Wahl alle ihre nach 1922 noch verbliebenen Reichstagsmandate. Nicht nur für den SB, sondern auch für die bis 1920/21 noch relativ einflussreiche Rest-USPD bedeutete diese Wahlniederlage den Gang in die endgültige parlamentarische Bedeutungslosigkeit.
Abgesehen von der Landtagswahl im Freistaat Oldenburg im Mai 1925 (mit einem Ergebnis von 403 Stimmen bzw. 0,23 % ebenfalls erfolglos) trat der SB als eigenständige Organisation bei weiteren überregionalen Wahlen nicht mehr an. Zur Reichstagswahl 1928 rief Ledebour seine Anhänger dazu auf, die KPD zu wählen.
Im Zuge des Young-Plans, einer Neuregelung der Reparationsverpflichtungen Deutschlands nach dem Ersten Weltkrieg, und der kurz darauf infolge des Börsenkrachs vom „Schwarzen Donnerstag“ einsetzenden Weltwirtschaftskrise spitzte sich Ende der 1920er Jahre die wirtschaftliche und soziale Lage in Deutschland innerhalb kurzer Zeit dramatisch zu. Unter anderem durch das dadurch bedingte schnelle Anwachsen der Arbeitslosenquote veränderten sich auch rasch die politischen Mehrheitsverhältnisse in der Weimarer Republik ab 1929 im Sinne einer Polarisierung breiter Teile der deutschen Bevölkerung zugunsten radikaler Lösungsvorstellungen an den einander entgegengesetzten politischen Rändern.
Im Oktober 1931 wurde mit der Gründung der Sozialistischen Arbeiterpartei Deutschlands, einer zunächst aus Opposition gegen die Tolerierungspolitik der SPD gegenüber den wirtschafts- und sozialpolitischen Einschnitten des konservativ dominierten Präsidialkabinetts Heinrich Brünings (Kabinett Brüning I) entstandenen linken Abspaltung von der SPD, der Versuch unternommen, eine Partei der Einheitsfront gegen den sich verstärkenden Einfluss der NSDAP und anderer Rechtsparteien zu etablieren. Neben einzelnen KPD-Abtrünnigen sowie Teilen der Kleinparteien Kommunistische Partei-Opposition und des Leninbundes, welche die von der Sowjetunion vorgegebene Sozialfaschismusthese ablehnten, schlossen sich sowohl der SB als auch die übrig gebliebene sogenannte „Rest-USPD“ dieser neuen Partei an, bzw. gingen in ihr auf. Aber auch die SAPD konnte sich in den noch verbleibenden letzten Jahren der krisengeschüttelten Weimarer Republik parlamentarisch nicht etablieren. Ein einheitliches Vorgehen der linken politischen Kräfte gegen den seit Beginn der Weltwirtschaftskrise ab 1929 erstarkten Nationalsozialismus wurde nicht erreicht.